# 阿茹
阿茹（法語：Ajou，法語發音：[aʒu]）是法国厄尔省的一个旧市镇，位于该省中部偏西南，属于贝尔奈区。2016年1月1日，阿茹和相邻的另外15个市镇合并为新市镇乌什地区梅尼勒（法語：Mesnil-en-Ouche）。

## 地理
阿茹（48°58'46"N, 0°46'57"E）面积9.83 平方千米，位于法国诺曼底大区厄尔省，该省份为法国北部内陆省份，北起滨海塞纳省，西接奧恩省和卡爾瓦多斯省，南至厄尔-卢瓦省，东临瓦兹省、瓦兹河谷省和伊夫林省。
与阿茹接壤的市镇（或旧市镇、城区）包括：乌什地区博勒努、尚皮尼奥勒、里勒河畔拉费里耶尔、拉乌赛、乌什地区勒努瓦耶。

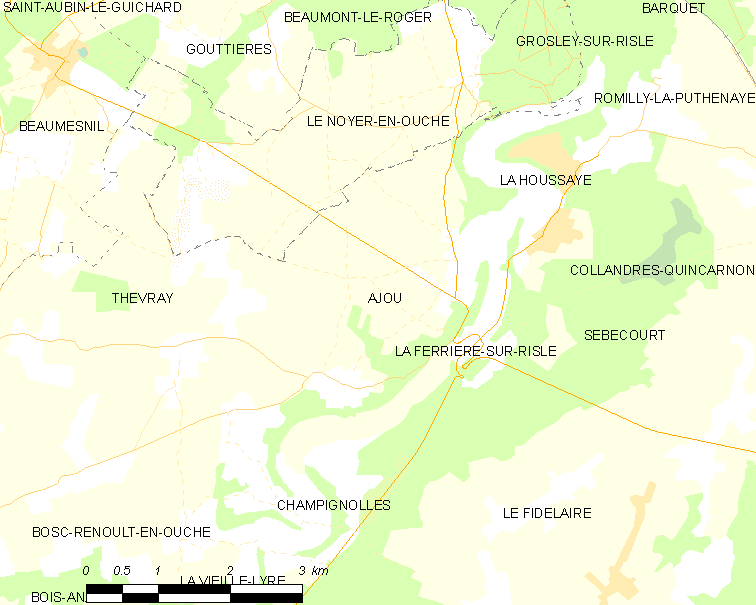
阿茹的OSM定位图

阿茹的时区为UTC+01:00、UTC+02:00（夏令时）。

## 行政
阿茹的邮政编码为27410，INSEE市镇编码为27007。

## 政治
阿茹所属的省级选区为贝尔奈县。

## 人口

1962-2008年间阿茹人口变化图示

阿茹于2018年1月1日时的人口数量为266人。